# Zwangsbehandlung
Eine Zwangsbehandlung oder auch ärztliche Zwangsmaßnahme ist eine gegen den natürlichen Willen des Betroffenen durchgeführte Untersuchung oder Heilbehandlung oder ein ohne oder gegen den natürlichen Willen des Betroffenen durchgeführter ärztlicher Eingriff (§ 1832 Abs. 1 S. 1 des Bürgerlichen Gesetzbuches (BGB)).

## Geschichte
Legendär war in der Welt der Psychiatrie die sogenannte „Befreiung der Kranken von ihren Ketten“ durch den französischen Psychiater Philippe Pinel im Spital Bicêtre in Paris (1793), durch Abraham Joly in Genf (1787), durch den Quäker William Tuke am eigens durch die Quäkergemeinde erbauten Krankenhaus Retreat im englischen York (1796) oder durch Johann Gottfried Langermann in Bayreuth (1805). Sie gilt als Geburtsstunde einer fortschrittlichen modernen Psychiatrie. Der britische Arzt John Conolly vertrat ab 1839 die Maxime des Verzichts auf jeden mechanischen Zwang (No restraint).

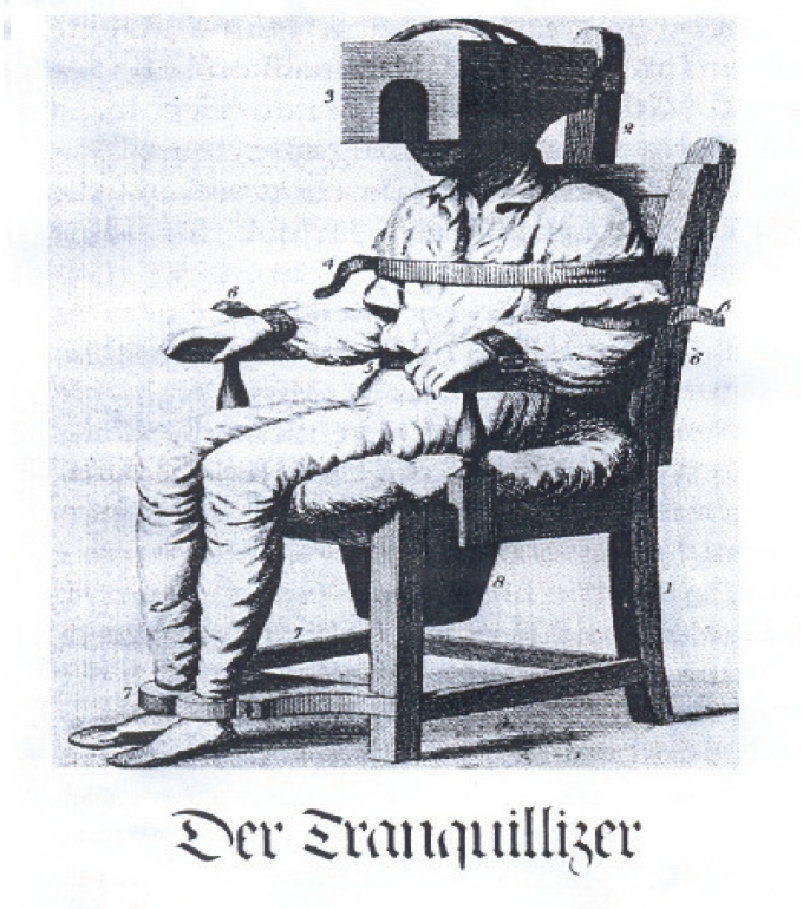
Stuhl zur Abwendung von Bewegungsunruhe

Zu den im 19. Jahrhundert populär gewordenen somatotherapeutischen Mitteln der Ruhigstellung zählten der Zwangsstuhl, die Zwangsjacke (Zwangskamisol), das Zwangsbett, der Stehkasten (Zwangsschrank, englischer Sarg), der Zwangsgurt (Tollriemen) sowie Hand- und Fußschellen.
Zum entgegengesetzten therapeutischen Prinzip, eine Beruhigung oder Erschöpfung durch Bewegung, gehörten der Drehstuhl (Cox’ Schaukel, Darwinscher Stuhl), das Drehbett (Gyrator), und das „Hohle Rad“ (nach Hayner). Im Drehstuhl und im Drehbett erhöhte sich aufgrund der Rotation der Blutdruck in den Köpfen der Patienten, bis es zu Erbrechen, Ohnmacht oder Blutungen kam. Im hohlen Rad sollten die Patienten ihren Bewegungsdrang austoben. Ebenso dienten die Autenriethschen Palisadenzimmer, durch hölzerne Palisaden abgesicherte Isolierzellen, dem Ausleben der Unruhe.
Zu den weiteren Verfahren zählten Sturzbäder mit kaltem Wasser, heiße oder kalte Zwangsbäder, Klistiere, Elektrokrampftherapie, Insulinschocktherapie, und Schocktherapie mit Pentetrazol, ferner das glühende Eisen.
Zu den psychochirurgischen Methoden zählten oder zählen die Lobotomie, die Thalamotomie und die Zingulotomie.
Im 20. Jahrhundert gewannen Medikamente eine Bedeutung bei der Ruhigstellung („chemical restraint“).
Das Vermeiden von Zwang bei der Behandlung von psychisch Kranken war und ist bestimmend für den Fortschritt der psychiatrischen Wissenschaft. Klaus Dörner sprach 1969 von einer Dialektik des Zwangs in der Psychiatrie. Asmus Finzen sprach 1998 von dem Pinelschen Pendel. Damit sind die Wechselfälle der Geschichte gemeint, in denen eine von neuen therapeutischen Vorstellungen geleitete Reform psychiatrischer Einrichtungen im Verlauf der Zeit wieder neue Formen des Zwangs offenbart.
Jede therapeutische Idee hat sich nach dieser Vorstellung bisher als relativ erwiesen und konnte sich nicht in allen Fällen von psychischer Krankheit als hilfreich bewähren. Es haben sich vielmehr immer erneut unliebsame Wirkungen gezeigt, die das einseitige Beharren auf ganz bestimmten therapeutischen Methoden als zwanghaft erscheinen lassen. Die Dialektik der Zwangsbehandlung erfuhr weitere Impulse der Befreiung von Zwang durch die seit Mitte des 19. Jahrhunderts in Deutschland aufkommende Sprechstundenpsychiatrie.

### Zwangsbehandlung und Zahlen in Deutschland
Mit Einführung des Betreuungsrecht 1992 sollte der Betreuer bei psychischen Erkrankungen, geistigen oder seelische Behinderungen in nach § 1906 BGB a.F. genehmigter Unterbringung zum Wohl der Betroffenen in ärztliche erforderliche Maßnahmen auch gegen deren ausdrücklichen Willen einwilligen, wenn diese psychische und somatische Erkrankungen nicht erkennen und ihr Recht auf körperliche Unversehrtheit nicht wahrnehmen konnten. Dabei hatte er bis zur Gefährdung des Betroffenen seine Entscheidung an dessen subjektiven Willen auszurichten.
Mit der Übernahme der UN-Behindertenrechtskonvention in deutsches Recht im Jahr 2009 rückte die Autonomie der Patienten in den Vordergrund. Deutschland verpflichtete sich, die Prinzipien der Selbstbestimmung, Diskriminierungsfreiheit und gleichberechtigten gesellschaftlichen Teilhabe von Menschen mit (psychischen) Behinderungen und Beeinträchtigungen zu schützen und zu stärken.
Die Patientenverfügung wurde durch das Dritte Gesetz zur Änderung des Betreuungsrechts unter § 1901a in das Gesetz aufgenommen. Es trat zum 1. September 2009 in Kraft. Es sollte mehr Rechtssicherheit im Hinblick auf die Ablehnung lebensverlängernder oder -erhaltender Maßnahmen im Vorfeld des Sterbens (Behandlungsverzicht, passive Sterbehilfe) schaffen.

#### Zahlen
Das Bundesjustizministerium schätzt, dass in Westdeutschland – bis zur Änderung des Betreuungsgesetzes 1992 – jährlich etwa 1.000 geistig behinderte Mädchen sterilisiert wurden. Im Jahre 2004 wurden in der Bundesrepublik Deutschland 187 Genehmigungsanträge nach dem damaligen § 1905 Abs. 2 BGB gestellt, davon wurden 154 bewilligt.
In Deutschland waren im Jahre 2014 bei 1,306 Millionen Betreuungen 6139 betreuungsgerichtliche Verfahren mit 5745 Genehmigungen ärztlicher Zwangsmaßnahmen anhängig.
Im Rahmen einer Anhörung zum Gesetz zur Änderung der materiellen Zulässigkeitsvoraussetzungen von ärztlichen Zwangsmaßnahmen und zur Stärkung des Selbstbestimmungsrechts von Betreuten am 26. April 2017 im Deutschen Bundestag äußerte sich die Sachverständigen Gudrun Schliebener, die die Vorsitzende des Bundesverbands der Angehörigen psychisch erkrankter Menschen ist. Von Schliebener wurde kritisiert, dass belastbare Zahlen über das Ausmaß von Zwangsbehandlungen in Deutschland fehlten. Sie forderte deshalb die Einrichtung eines bundesweiten Registers zu Zwangsmaßnahmen.

### Zwangsbehandlung in Österreich
Die Entmündigungsordnung aus dem Jahre 1916 regelte die zwangsweise Aufnahme und den zwangsweisen Aufenthalt bis Ende der 1980er Jahre.
Der tagebuchartige Bericht „Elektro-Schocks und Körperflechten“ des Psychologiestudenten Hans Weiss aus dem Jahre 1977 fördert die Diskussion um die Notwendigkeit einer Reform.
Seit dem 1. Jänner 1990 wird die so genannte „Unterbringung ohne Verlangen“, also Zwangseinweisung und Zwangsanhaltung von Patienten gegen oder ohne ihren Willen, im Unterbringungsgesetz (UbG) geregelt. Jährlich werden etwa 20.000 Menschen in Österreich zwangseingewiesen.
Die Verwendung von Netzbetten ist nach Kritik seitens des Europäischen Komitees zur Verhütung von Folter und unmenschlicher oder erniedrigender Behandlung oder Strafe und der Volksanwaltschaft seit dem 1. Juli 2015 verboten.

### Zwangsbehandlung in der Schweiz
Das Bundesgericht erachtete 1999 die gesetzlichen Bestimmungen zum fürsorgerischen Freiheitsentzug (FFE) als keine genügende gesetzliche Grundlage für eine Zwangsbehandlung. Die Behandlung ohne Zustimmung und die medizinischen Maßnahmen in Notfällen wurden für den Fall der fürsorgerischen Unterbringung (FU) in Artikel 434 und 435 Zivilgesetzbuch neu geregelt.
Am 18. Mai 2017 schloss das Bundesgericht die Beschwerde einer Frau ab, die wegen Selbst- und Fremdgefährdung vor dem Hintergrund einer bekannten paranoiden Schizophrenie fürsorgerisch für unbefristet in eine Klinik eingewiesen und dort im offenen Isolationszimmer untergebracht worden war. Sie sollte mit 400 mg Solian sowie einer Baldrianwurzel- und Pestwurz-Mischung behandelt werden. Sie sprach an, dass sie isoliert werde nach Art. 438 in Verbindung mit Art. 383 ZGB, wenn sie die Medikamente nicht einnähme. Die Richter gaben der Beschwerde recht und verwiesen den Fall für einen neuen Beschluss an die Vorinstanz.

## Gesetzliche Grundlagen

### International
Das Übereinkommen über die Rechte von Menschen mit Behinderungen (BRK) hat in Staaten, die das Übereinkommen ratifiziert haben, Gesetzesstatus, wobei Artikel 12 grundsätzlich das Recht auf Gleichbehandlung garantiert mit der Einschränkung von Absatz 4. Artikel 17 lautet: „Jeder Mensch mit Behinderungen hat gleichberechtigt mit anderen das Recht auf Achtung seiner körperlichen und seelischen Unversehrtheit.“ Jede medizinische Behandlung ist ein Eingriff in das Recht auf körperliche Unversehrtheit, was der Zustimmung bedarf. Eine Behandlung eines nicht entscheidungsfähigen Patienten im Sinne seines individuellen mutmaßlichen Willens oder eines objektiven mutmaßlichen Willens, so der individuelle Wille des Patienten nicht feststellbar ist, ist für Nicht-Behinderte in Deutschland aber nur in Notfällen nach § 630d Abs. 1 Satz 4 BGB möglich. Eine Zwangsbehandlung nach § 1906a BGB setzt nach § 1896 Abs. 1 Satz 1 BGB eine psychische Krankheit oder eine körperliche, geistige oder seelische Behinderung voraus, also eine Behinderung im Sinn der BRK.
Nach dem Bericht des UN-Sonderberichterstatters für Folter und andere grausame, unmenschliche oder erniedrigende Behandlung oder Strafe, Juan E. Méndez, ist jede Zwangsbehandlung, die nicht der Abwendung eines akuten lebensbedrohlichen Zustands dient, untersagt, und zwar unabhängig davon, ob der Betroffene einwilligungsfähig ist oder nicht. Im Bericht heißt es, dass medizinische Zwangsbehandlungen, die irreversible Schäden hervorrufen, als grobe Misshandlung oder Folter eingestuft werden können, wenn damit kein therapeutischer Zweck verbunden ist oder die Behandlung gegen den freien Willen des Betroffenen vorgenommen wird.
Im Jahresbericht 2018 des UN-Menschenrechtsrats wird in Artikel 46 verlangt, dass Staaten die Zwangsbehandlung gegen den freien Willen als grausame, erniedrigende unmenschliche Behandlung oder Folter untersagen sollen. Gesetze, die eine stellvertretende Entscheidung ermöglichen, sollen aufgehoben werden. Stattdessen sollen freiwillige, die Entscheidung des Betroffenen unterstützende Maßnahmen gefördert werden. Das fordert auch der UN-Ausschuss zum Schutz der Rechte von Menschen mit Behinderungen auf Grundlage der BRK.
Im Gegensatz zur Behindertenrechtskonvention (BRK) haben die Empfehlungen des UN-Menschenrechtsrat und UN-Ausschuss zum Schutz der Rechte von Menschen mit Behinderungen keine Gesetzeskraft.

### Gesetzliche Grundlagen in Deutschland
Jeder ärztliche Heileingriff kann nach Rechtsprechung des Bundesgerichtshofes und einem Teil Strafrechtslehre eine tatbestandsmäßige Körperverletzung sein, der nur dann gerechtfertigt ist, wenn der Patient rechtswirksam einwilligt oder eine gesetzliche Grundlage die Zwangsbehandlung ausdrücklich legitimiert. Umgekehrt kann aber auch das Unterlassen einer dringend notwendigen Zwangsbehandlung durch einen Arzt eine Straftat sein, wenn der Patient aufgrund psychischer Krankheit oder Behinderungen die Behandlung ablehnt. § 1832 Abs. 1 S. 1 BGB definiert die ärztliche Zwangsmaßnahme (entsprechend § 1906a Abs. 1 S. 1 BGB a. F.): Die Untersuchung des Gesundheitszustands, die Heilbehandlung oder der ärztlicher Eingriff muss dem natürlichen Willen des Betroffenen widersprechen.
Eine ärztliche Zwangsmaßnahme bzw. Zwangsbehandlung im Sinne des Gesetzes liegt daher nach dem Willen des Gesetzgebers und nach einer Stimme in der juristischen Literatur nicht vor, wenn sich der Betroffene nicht äußert. Dabei spiele es keine Rolle, ob der Betroffene seinen Willen nicht äußern könne oder nicht äußern wolle. Insofern wäre die ärztliche Zwangsmaßnahme abzugrenzen von dem Fall, dass kein ausgedrückter Widerwille vorliegt, aber auch keine Einwilligung. Hier könnte demnach ein Betreuer oder Stellvertreter zustimmen, wobei nur bei sehr gefährlichen Eingriffen eine gerichtliche Genehmigung nach § 1829 BGB nötig wäre. Nach einer Entscheidung des Bundesgerichtshofes zur alten Rechtslage war in Fällen ohne entgegenstehenden Willen allerdings eine gerichtliche Genehmigung möglich.
Die gesetzlichen Grundlagen für Zwangsbehandlungen sind in Bundes- und Landesgesetzen geregelt. Die verfolgten Zwecke reichen vom Schutz der behandelnden Person, über die Wiederherstellung der Selbstbestimmungfähigkeit, bis zum Schutz Dritter. Falls eine Patientenverfügung besteht, ist diese zu beachten.
Den gesetzlichen Grundlagen zur Zwangsbehandlung ist gemeinsam, dass eine gerichtliche Genehmigung benötigt wird. Außerdem ist eine Zwangsbehandlung nur möglich bei fehlender Einwilligungsfähigkeit, wegen eingeschränkter Selbstbestimmungsfähigkeit. Je nach Gesetz ist das Verfahren verschieden, vor allem die Antragsberechtigung. Von den gesetzlichen Verfahren sind Eilmaßnahmen zu unterscheiden. Kann ein gerichtliches Verfahren nicht abgewartet werden, kann eine Zwangsbehandlung von einer mutmaßlichen Einwilligung oder von § 34 StGB (Rechtfertigender Notstand (Deutschland)) gerechtfertigt sein.
Außerdem sind Fälle von Minderjährigen zu unterscheiden. Hier können die Eltern einwilligen. Dann liegt rechtlich keine Zwangsbehandlung vor. Wenden die Eltern eine Kindeswohlgefährdung nicht ab, kann das Jugendamt nach dem achten Buch des Sozialgesetzbuches und das Familiengericht nach § 1666 BGB tätig werden.

#### Betreuungsrechtliche Einwilligung in eine ärztliche Zwangsmaßnahme

##### Die Betreuung
Die Zwangsbehandlung nach dem Betreuungsrecht setzt voraus, dass die betroffene Person einen Betreuer hat. Dieser Betreuer kann anstelle der zu behandelnden Person für diese in die Behandlung einwilligen. Diese Einwilligung bedarf trotzdem einer gerichtlichen Genehmigung und kann nur unter sehr engen Voraussetzungen erteilt werden. Ist noch kein Betreuer bestellt oder ist dieser verhindert, so kämen eigentlich nach § 1867 BGB einstweilige Maßnahmen des Betreuungsgerichts in Frage. Nach § 1832 Abs. 1 S. 2 BGB ist dies aber nur der Fall, „wenn der Betreuer an der Erfüllung seiner Pflichten verhindert ist.“
Eine Betreuung kann unnötig sein, wenn es eine Vorsorgevollmacht gibt und die bevollmächtigte Person sich um die notwendige Behandlung kümmert (vgl. § 1814 Abs. 2 BGB). Hier gelten mit leichten Abweichungen auch die Anforderungen, die an eine Einwilligung des Betreuers zu stellen sind (vgl. § 1832 Abs. 5, § 1820 Abs. 2 Nr. 3 BGB). Auch ihre Einwilligung muss also, genauso wie die Einwilligung des Betreuers, gerichtlich genehmigt werden. Die Bevollmächtigung zur Einwilligung in eine ärztliche Zwangsmaßnahme muss ausdrücklich erteilt worden sein (§ 1820 Abs. 2 Nr. 3 BGB).

##### Rechtsgrundlage von 2013 bis 21. Juli 2017
Der Gesetzgeber hatte aufgrund der Beschlüsse des Bundesverfassungsgerichts und des Bundesgerichtshofs mit dem Gesetz zur Regelung der betreuungsrechtlichen Einwilligung in eine ärztliche Zwangsmaßnahme vom 18. Februar 2013 durch Ergänzungen des § 1906 BGB a. F. wieder eine Rechtsgrundlage für ärztliche Zwangsmaßnahmen im Betreuungsrecht geschaffen.
Voraussetzungen für eine ärztliche Zwangsbehandlung nach § 1906 Abs. 3 BGB a.F. ausschließlich im Rahmen einer stationären Unterbringung nach § 1906 Abs. 1 BGB waren:
- Patient kann krankheitsbedingt „die Notwendigkeit der jeweiligen ärztlichen Maßnahme nicht erkennen oder nicht nach dieser Einsicht handeln“ (§ 1906 Abs. 3 Nr. 1 BGB a.F.) (Einwilligungsunfähigkeit)
- Es wurde ein ernstgemeinter Versuch unternommen, „den Betreuten von der Notwendigkeit der ärztlichen Maßnahme zu überzeugen“ (§ 1906 Abs. 3 Nr. 2 BGB a.F.)
- Die Zwangsmaßnahme ist im Rahmen der Unterbringung nach § 1906 Abs. 1 BGB a.F. erforderlich, „einen drohenden erheblichen gesundheitlichen Schaden abzuwenden“ (§ 1906, Abs. 3, Nr. 3 BGB a.F.)
- Er ist kein milderes Mittel verfügbar, der Schaden kann durch „keine andere, dem Betreuten zumutbare Maßnahme abgewendet werden“ (§ 1906, Abs. 3, Nr. 4 BGB a. F.)
- Der zu erwartende Nutzen überwiegt „die zu erwartenden Beeinträchtigungen deutlich“ (§ 1906 Abs. 3 Nr. 5 BGB a.F.)

Da Zwangsbehandlungen, die nur im Rahmen einer Unterbringung zulässig sind, für verfassungswidrig erklärt wurden, musste das Gesetz geändert werden.

##### Rechtsgrundlage vom 22. Juli 2017 bis 31. Dezember 2022
Nach der Entscheidung des Bundesverfassungsgerichts vom 26. Juli 2016 wurde mit dem Gesetz zur Änderung der materiellen Zulässigkeitsvoraussetzungen von ärztlichen Zwangsmaßnahmen und zur Stärkung des Selbstbestimmungsrechts von Betreuten die Schutzlücke betreuter Personen, die nicht in der Lage oder willens sind, sich der Maßnahme zu entziehen, und daher die freiheitsentziehende Unterbringung nicht angeordnet werden konnte, geschlossen. Damit ist auch bei Patienten ohne Unterbringungsbeschluss eine ärztliche Zwangsbehandlung zulässig. Unter anderem in Hinblick auf die Wirksamkeit der Schutzmechanismen soll das Gesetz drei Jahre nach Inkrafttreten am 22. Juli 2017 evaluiert werden.
Eine Zwangsmaßnahme nach § 1906a BGB ist nur unter folgenden Voraussetzungen zulässig:
- die ärztliche Zwangsmaßnahme ist zum Wohl des Betreuten notwendig, um einen drohenden erheblichen gesundheitlichen Schaden abzuwenden,
- Patient erfasst krankheitsbedingt die Situation nicht oder kann sich nicht entsprechend verhalten,
- wenn die ärztliche Zwangsmaßnahme dem nach § 1901a BGB zu beachtenden Willen des Betreuten entspricht,
- wenn ein ernsthafter Versuch unternommen wurde, den Betreuten von der Notwendigkeit zu überzeugen,
- ein gesundheitlicher Schaden kann durch keine andere weniger belastende Maßnahme abgewendet werden,
- der zu erwartende Nutzen die zu erwartenden Beeinträchtigungen deutlich überwiegt und
- die ärztliche Zwangsmaßnahme im Rahmen eines stationären Aufenthalts in einem Krankenhaus durchgeführt wird, in dem die gebotene medizinische Versorgung des Betreuten einschließlich einer erforderlichen Nachbehandlung sichergestellt ist.

Die Änderungen umfassen:
- Stärkung des Selbstbestimmungsrechts von Betroffenen durch Zustimmung des Betreuers zu einer ärztlichen Maßnahme an Stelle des betreuten Patienten nur dann, wenn die ärztliche Maßnahme dem zu beachtenden Patientenwillen entspricht. Für diese Entscheidung des Betreuers sind Patientenverfügung (§ 1906a Abs. 1 Nr. 3 BGB a. F.[45]), Behandlungswünsche und der mutmaßliche Wille des Betreuten in dieser Reihenfolge maßgeblich.[47]
- Ein zweistufiges Genehmigungsverfahren, in dem in einem ersten Schritt über die zwangsweise Verbringung in eine stationäre Einrichtung und im zweiten Schritt die Einwilligung in eine ärztliche Zwangsmaßnahme erteilt wird, ist nicht mehr obligatorisch. Dies musste nach einer Entscheidung des Bundesverfassungsgerichts geändert werden.[48] Ambulante Zwangsmaßnahmen sind weiterhin ausgeschlossen (§ 1906a Abs. 1 Nr. 7 BGB a. F.[45])[49], denn ärztliche Zwangsmaßnahmen werden an das Erfordernis eines stationären Aufenthalts in einem Krankenhaus, in dem die gebotene medizinische Versorgung des Betreuten einschließlich einer erforderlichen Nachbehandlung sichergestellt ist, gebunden.[47] Das Bundesverfassungsgericht wies in seiner Entscheidung vom 26. Juli 2016 daraufhin, dass nach der ständigen Rechtsprechung des Bundesgerichtshof ambulante Zwangsbehandlungen unzulässig sind. Es verwies auf den Bundesgerichtshof, der darlegte, dass es an der verfassungsrechtlich unverzichtbaren förmlichen Gesetzesgrundlage für ambulante Zwangsbehandlungen fehle und der Versuch, eine ausdrückliche gesetzliche Ermächtigung für die ambulante Zwangsbehandlung einzuführen, im Gesetzgebungsverfahren gescheitert sei (Hinweis auf Bundestagsdrucksache 15/4874, S. 8 <25 f.>).[50]
- Konkretisierung des Überzeugungsversuchs bei Zwangsbehandlungen im Sinne der Rechtsprechung des Bundesverfassungsgerichts durch die Formulierung „zuvor ernsthaft, mit dem nötigen Zeitaufwand und ohne Ausübung unzulässigen Drucks“ (§ 1906a Abs. 1 Nr. 4 BGB n.F.[45]). Damit soll dem Überzeugungsgespräch zu mehr Wirksamkeit verholfen werden. Es soll nicht ausreichend sein schnell zu sagen: „Das wäre aber wichtig“, und das Gespräch damit als erledigt anzusehen.[47]
- Verbesserung des Grundrechtschutzes von Betroffenen durch Einführung eines Antragsrechtes auf Feststellung einer Rechtsverletzung (sogenannte Fortsetzungsfeststellungsbeschwerde) für Verfahrensbeistand und Verfahrenspfleger der Betroffenen zwecks gerichtlicher Feststellung, dass eine erledigte Maßnahme innerhalb eines Betreuungsverfahrens rechtswidrig war (§ 62 Abs. 3 und § 317 Abs. 1 FamFG). Dies betrifft etwa Fälle, in denen Betroffene ohne die erforderlichen Voraussetzungen in Pflegeheimen fixiert oder ruhiggestellt werden. Eine entsprechende Feststellung war bisher lediglich für eine andauernde Maßnahme möglich.[47]

##### Rechtsgrundlage seit 1.Januar 2023
Zum 1. Januar 2023 wurde § 1906a in § 1832 BGB umnummeriert (§ 1901a wurde zu § 1827 BGB umnummeriert).

##### Rechtsprechung des Bundesgerichtshofs
Der Bundesgerichtshof entschied am 14. Januar 2015 den Fall einer an einer paranoiden Schizophrenie erkrankten Frau aus Lübeck, die eine Einnahme von Medikamenten ablehnte, während ein psychiatrischer Gutachter eine Behandlung für erforderlich hielt, um die dauerhafte Unterbringung in einer geschlossenen Einrichtung abzuwenden. Der Bundesgerichtshof entschied, dass die gerichtliche Genehmigung für eine Zwangsbehandlung einen Hinweis zu enthalten habe, dass die Behandlung nur „unter der Verantwortung eines Arztes durchzuführen und zu dokumentieren“ sei (Az. XII ZB 470/14). Kerngehalt der Entscheidung des BGH ist: Wenn bei der Genehmigung einer Einwilligung in eine ärztliche Zwangsmaßnahme oder bei deren Anordnung die Beschlussformel keine Angaben zur Durchführung und Dokumentation dieser Maßnahme in der Verantwortung eines Arztes enthält, dann ist die Anordnung insgesamt gesetzeswidrig und der untergebrachte Betroffene wird in seinen Rechten verletzt. Einem Heilpraktiker zum Beispiel ist Zwangsbehandlung somit grundsätzlich untersagt.
Eine Elektrokonvulsionstherapie ist nach dem Bundesgerichtshof in der Regel nicht genehmigungsfähig, weil bei einem Vorgehen gegen den natürlichen Willen kein medizinisch-wissenschaftlicher Konsens bestehe, dass derart vorgegangen werden sollte. Diese Behandlung sei deshalb nicht notwendig im Sinne des § 1906a Abs. 1 Nr. 1 BGB a. F. Einen Ausnahmefall davon hat der Bundesgerichtshof angenommen, als die betroffene Person grundsätzlich therapieresistent war und die Elektrokonvulsionstherapie dazu dienen sollte, eine letzte Behandlungsmethode zu ermöglichen. Diese beiden Entscheidungen wurden vom Bundesgerichtshof in einer Entscheidung zum neuen § 1832 BGB 2023 zitiert und bestätigt.

##### Rechtsprechung des Bundesverfassungsgerichts
Das Bundesverfassungsgericht entschied mit Urteil vom 26. November 2024 mit 5 zu 3 Stimmen, dass es gegen das Grundrecht auf körperliche Unversehrtheit nach Art. 2 Abs. 2 Satz 1 GG verstoße, dass Zwangsbehandlungen nur im Rahmen einer stationären Unterbringung in einem Krankenhaus möglich sind. Der Gesetzgeber müsse von Verfassungs wegen auch ambulante Zwangsbehandlungen gegen den Willen des Patienten ermöglichen. Dem Gesetzgeber wurde eine Frist zur Umsetzung dieser Vorgabe bis zum 31. Dezember 2026 gesetzt.

#### Sterilisation
Die Sterilisation ist in § 1830 BGB geregelt. Sie darf seit 1. Januar 2023 nur vorgenommen werden, wenn sie dem natürlichen Willen der betreuten Person entspricht. Damit ist eine Zwangssterilisation ausgeschlossen.
Nach der bis 2022 geltenden Regelung reichte es aus, dass der natürliche Wille des Betreuten nicht entgegenstand. Rechtlich umstritten war dabei, ob sich ein widersprechender Wille gegen die Sterilisation als solche richten musste oder schon ein Widerstand gegen die Umstände einer Sterilisation genügten. Das Oberlandesgericht Hamm entschied, dass sich der Widerstand gegen die Sterilisation als solche richten musste. Um einen Zwangscharakter auszuschließen, mussten die Umstände, die den Widerstand hervorrufen, geändert werden. Falls sich der Betreute nicht äußerte, war die Sterilisation nach § 1905 BGB a. F. zulässig, wenn die dort genannten anderen Voraussetzungen vorlagen. Ihr konnte damit ein Zwangscharakter nicht völlig abgesprochen werden.
Der UN-Ausschuss zum Schutz der Rechte von Menschen mit Behinderungen sah in § 1905 BGB a. F. einen Verstoß gegen das Übereinkommen über die Rechte von Menschen mit Behinderungen.

#### Psychisch-Kranken-Gesetze
Neben dem Betreuungsrecht, bieten auch die Psychisch-Kranken-Gesetze der einzelnen Bundesländer eine gesetzliche Grundlage für Zwangsbehandlungen. Vom Verfahren geht der Zwangsbehandlung eine Unterbringung voraus. Im Unterschied zur Betreuung leitet eine Verwaltungsbehörde das Unterbringungsverfahren. Den Antrag auf gerichtliche Genehmigung zur Zwangsbehandlung kann anschließend die Einrichtung selbst stellen. Vom Zweck her ist eine Zwangsbehandlung möglich zum Schutz Dritter, zum Schutz der zu behandelnden Person und zur Wiederherstellung der freien Selbstbestimmungsfähigkeit.

#### Zwangsbehandlung im Maßregelvollzug
Im Maßregelvollzug befinden sich Personen, die eine Straftat begangen haben, aber wegen fehlender Schuldfähigkeit nicht verurteilt werden konnten (§ 20 StGB) und eine Unterbringung angeordnet wurde (§ 63 StGB oder § 64 StGB). Die Zwangsbehandlung erfolgt wie beim Psychisch-Kranken-Gesetzen, nur dass es kein vorheriges Unterbringungsverfahrens bedarf, da eine Unterbringung schon gegeben ist. Eine Zwangsbehandlung zum Schutze Dritter ist hier allerdings nicht möglich. Der Schutz Dritter ist schon dadurch gewährleistet, dass sich die Person im Maßregelvollzug befindet.

#### Keine Zwangsbehandlungen nach dem Infektionsschutzgesetz
Das Gesundheitsamt kann zur Bekämpfung übertragbarer Krankheiten wie zum Beispiel bei einer offenen Tuberkulose eine Absonderung (Quarantäne) in einem Krankenhaus anordnen (§ 30 Abs. 1 IfSG), unter den Voraussetzungen des § 30 Abs. 2 IfSG auch in einer geschlossenen Abteilung. In Deutschland nimmt insbesondere das Bezirkskrankenhaus Parsberg Tuberkulose-Patienten auf, die sich nicht freiwillig absondern, insbesondere aufgrund psychischer Erkrankung. Eine Zwangsbehandlung der Tuberkulose sieht das IfSG aber nicht vor (§ 28 Abs. 1 Satz 3 IfSG). Dafür kann aber auf das Betreuungsrecht oder die Psychisch-Kranken-Gesetze zurückgegriffen werden.

#### Eingriffe nach der Strafprozessordnung
Nach § 81a StPO muss ein Beschuldigter eine Entnahme von Blutproben und körperliche Eingriffe dulden, wenn diese nötig sind, um Tatsachen für das Strafverfahren zu erheben. Dabei darf keine Gesundheitsgefahr entstehen. Den Antrag auf gerichtliche Genehmigung stellt die Staatsanwaltschaft oder die Ermittlungsperson der Staatsanwaltschaft. Die Blutentnahme bedarf bei Verdacht auf bestimmte kraftfahrzeugbezogene Straftaten ausnahmsweise keiner richterlichen Genehmigung.

### Gesetzliche Grundlagen in Österreich
Seit dem 1. Jänner 1990 wird die so genannte „Unterbringung ohne Verlangen“, also Zwangseinweisung und Zwangsanhaltung von Patienten gegen oder ohne ihren Willen, im Unterbringungsgesetz (UbG) geregelt.
Die Zwangsuntersuchung, Zwangsbehandlung und Zwangsernährung von Strafgefangenen ist nach § 69 StVG zulässig.

### Gesetzliche Grundlagen in der Schweiz
Die medizinische Behandlung während der fürsorgerischen Unterbringung wird in Art. 433 ff. ZGB geregelt.
Art. 434 ZGB lautet:
1. Fehlt die Zustimmung der betroffenen Person, so kann die Chefärztin oder der Chefarzt der Abteilung die im Behandlungsplan vorgesehenen medizinischen Massnahmen schriftlich anordnen, wenn:
  1. ohne Behandlung der betroffenen Person ein ernsthafter gesundheitlicher Schaden droht oder das Leben oder die körperliche Integrität Dritter ernsthaft gefährdet ist;
  2. die betroffene Person bezüglich ihrer Behandlungsbedürftigkeit urteilsunfähig ist; und
  3. keine angemessene Massnahme zur Verfügung steht, die weniger einschneidend ist.
2. Die Anordnung wird der betroffenen Person und ihrer Vertrauensperson verbunden mit einer Rechtsmittelbelehrung schriftlich mitgeteilt.

Art. 435 ZGB:
1. In einer Notfallsituation können die zum Schutz der betroffenen Person oder Dritter unerlässlichen medizinischen Massnahmen sofort ergriffen werden.
2. Ist der Einrichtung bekannt, wie die Person behandelt werden will, so wird deren Wille berücksichtigt.

## Kritik

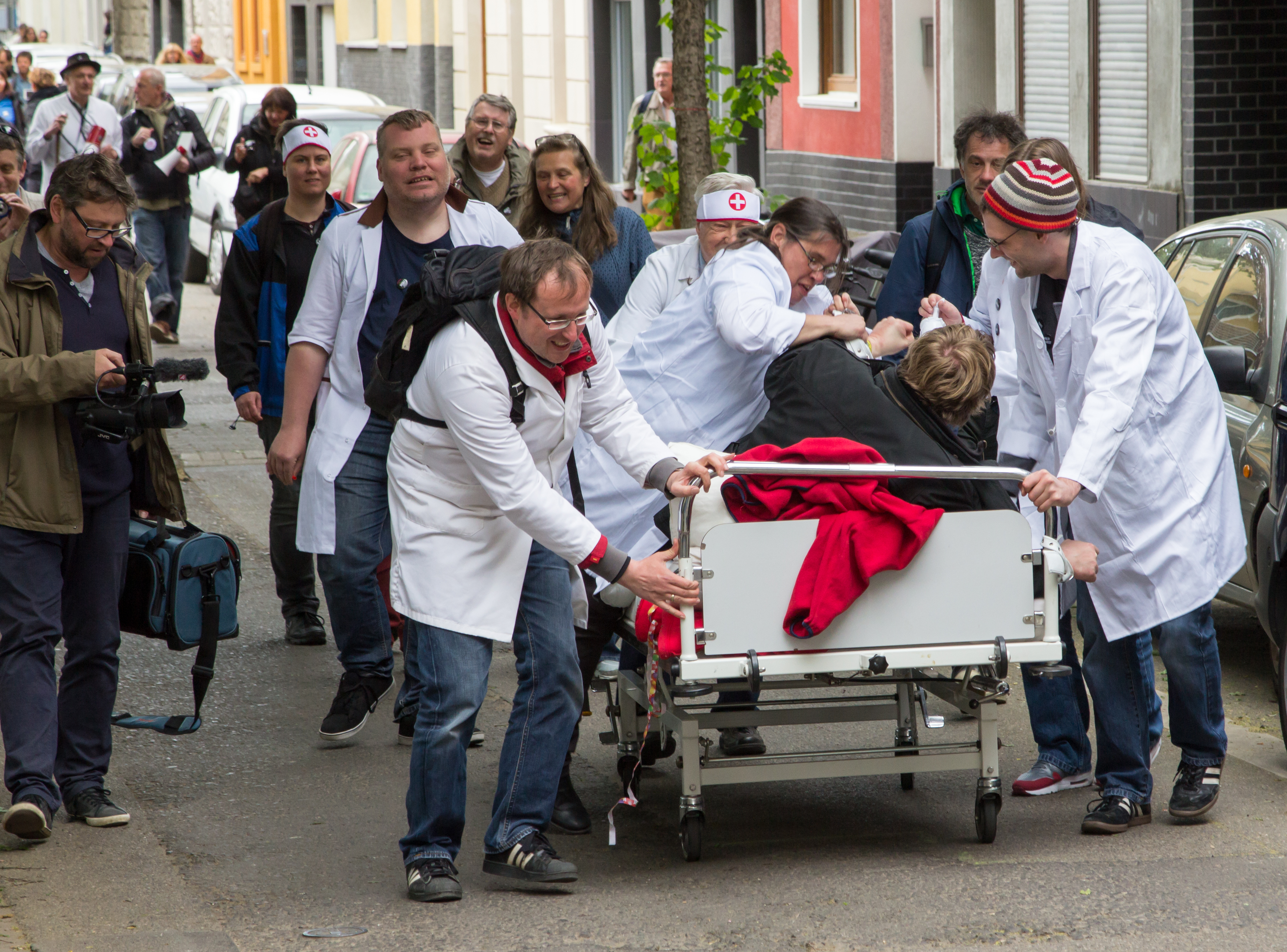
Bed Push mit dargestellter Fixierung und Zwangsbehandlung während einer Mad-Pride-Parade in Köln

Die Kritik, insbesondere durch Betroffenenverbände, macht sich insbesondere an der Zwangsmedikation fest.
Betroffenenverbände geben zu bedenken, dass die Verschreibungspraxis von Psychopharmaka in der Psychiatrie auch von der Werbung sowie der Lobbyarbeit der Pharmafirmen abhänge. Die Pharmafirmen folgten bei ihrer Werbung und ihrer Lobbyarbeit dem eigenen Gewinn in Milliardenhöhe und nicht dem Patientennutzen. Bekannte Nebenwirkungen würden von den Pharmafirmen nicht veröffentlicht oder kleingeredet und stattdessen würde eine überzogene Heilserwartung an die beworbenen Psychopharmaka erzeugt.
Gleichzeitig hätten auch die behandelnden Psychiater ein Eigeninteresse daran, möglichst frühzeitig und eventuell auch gegen den Willen des Patienten dämpfende Psychopharmaka zu verabreichen. Durch die Zwangsmedikation können Patienten in Krisensituationen kostenminimierend auf engem Raum gleichzeitig mit weniger Personal betreut und behandelt werden. Demgegenüber stünde ein wehrloser und eingesperrter Patient, dem sehr leicht wahlweise Krankheitsuneinsichtigkeit oder Einwilligungsunfähigkeit oder Fremd- und Eigengefährdung von Seiten der behandelnden Ärzte unterstellt werden könne.
Vor diesem Hintergrund wäre es nach Meinung der Betroffenen-Verbände trotz der gesetzlichen Hürden immer noch zu leicht, eine Zwangsmedikation in der Psychiatrie durchzuführen und sich dabei auch noch auf einen vermeintlichen Patientennutzen zu berufen. Die Zwangsmedikation diene stattdessen dem Interesse der gewinnorientierten Pharmafirmen oder dem Interesse des gewinnorientierten Arztes oder dem Interesse eines genervten bzw. verunsicherten Angehörigen, nicht jedoch dem Wohle des Patienten.
Zum anderen kritisieren die Betroffenenverbände, dass jeder zwangsweise Eingriff in den eigenen Körper als Körperverletzung erlebt wird und für den Betroffenen ein erniedrigendes, entwürdigendes, schockierendes und beängstigendes Erlebnis sei, welches zu schweren und lang anhaltenden seelischen Leiden führen könne. Dieser Umstand würde im Entscheidungsprozess bei zwangsbehandelnden Ärzten zu wenig Beachtung finden.
Die Betroffenenverbände weisen darauf hin, dass auch eine dem äußeren Anschein nach freiwillige Medikation, welche jedoch in Wirklichkeit unter Androhung von Zwangsmaßnahmen oder anderer Übel herbeigeführt wurde, eine Art von Zwangsbehandlung darstelle.
Neben der Darstellung eines positiven, stolzen Umgangs mit psychischen Störungen ist Kritik an der Zwangsbehandlung auch regelmäßig Gegenstand von Mad-Pride-Veranstaltungen.

## Ergebnisse und Validierung von Zwangsbehandlung
Die Auswirkungen und Ergebnisse psychiatrischer Zwangsmaßnahmen wurden durch die EUNOMIA-Studie untersucht. Die Zwischenergebnisse der in zehn europäischen Ländern (Deutschland, Vereinigtes Königreich, Schweden, Bulgarien, Tschechien, Litauen, Polen, Spanien, Italien und Griechenland) im Zeitrahmen 2003 bis 2005 durchgeführten Studie zeigten, dass Patienten, die in der Psychiatrie gegen ihren Willen behandelt werden, eine deutlich schlechtere Besserungsprognose haben, als Patienten, die mit ihrem Willen behandelt werden.